# Derris andamanica
Derris andamanica är en ärtväxtart som beskrevs av David Prain. Derris andamanica ingår i släktet Derris och familjen ärtväxter. Inga underarter finns listade i Catalogue of Life.